# Primarias presidenciales del Partido Demócrata de 2024
Las primarias demócratas de 2024 constituyen el proceso de selección por el que los miembros del Partido Demócrata de Estados Unidos eligen a su candidato para las elecciones presidenciales de Estados Unidos de 2024. Los candidatos para la presidencia de Estados Unidos y la vicepresidencia son elegidos mediante una serie de primarias y asambleas (en inglés: caucus) que concluirán con la Convención Nacional Demócrata de 2024. 
A fin de asegurar la nominación, un candidato tendrá que recibir al menos 1991 de los 3979 delegados. Si en la Convención Nacional Demócrata ningún candidato consigue los delegados necesarios, se procederá a una segunda votación, donde los delegados que apoyaron a candidatos que tengan difícil la elección podrían cambiar su voto y donde entrarían los controvertidos superdelegados. En esta segunda votación será necesario obtener 2376 de los 4750 delegados y superdelegados.
En estas primarias, los votos de los superdelegados no se tendrán en cuenta, a menos que ningún candidato llegue a ser nominado con los delegados elegidos en primarias y caucus de cada estado. Este nuevo sistema de votación será aplicado por primera vez desde las elecciones primarias de 1984 (cuando se creó esta figura). El proceso electoral se reformó debido a la controversia que hubo en las primarias de 2016, donde la gran mayoría de estos apoyó a Hillary Clinton frente a Bernie Sanders, incluso votando distinto a la votación popular de sus respectivos estados.

## Candidatos

### Principales candidatos
| Nombre | Nombre              | Nacimiento                                              | Experiencia | Resultados    | Resultados        | Resultados                                                                                              | Estado   | Campaña                                                          | Ref         |
| Nombre | Nombre              | Nacimiento                                              | Experiencia | Delegados     | Voto popular      | Estados y territorios ganados                                                                           | Estado   | Campaña                                                          | Ref         |
| ------ | ------------------- | ------------------------------------------------------- | --- | ------------- | ----------------- | --- | -------- | ---------------------------------------------------------------- | ----------- |
|        | Joe Biden           | 20 de noviembre de 1942 (80 años) Scranton, Pensilvania | 46°. Presidente de los Estados Unidos 47°. Vicepresidente de los Estados Unidos (2009-2017) Senador por Delaware (1973-2009) | 2,164 (98.9%) | 8,532,275 (86.1%) | 24 (AL, AR, CA, CO, HI, IA, MA, ME, MI, MN, MS, MP, NV, NH, NC, OK, SC, TN, TX, UT, VA, VT, WA, DE, FL) | Delaware | Candidatura anunciada: 25 de abril de 2023 (Campaña • Website)   | [ 3 ]       |
|        | Jason Palmer        | 1 de diciembre de 1971 (51 años) Aberdeen, Maryland     | Empresario | 3 (0.1%)      | 5,841 (0.1%)      | 1 (AS)                                                                                                  | Maryland | Candidatura anunciada: 22 de octubre de 2023 (Campaña • Website) | [ 4 ]       |
|        | Marianne Williamson | 8 de julio de 1952 (70 años) Houston, Texas             | Autora Fundadora del Proyecto Angel Food Candidata a la presidencia en 2020                                                  | 0 (0.0%)      | 329,400 (3.3%)    | Ninguno                                                                                                 | Texas    | Candidatura anunciada: 4 de marzo de 2023 (Campaña • Website)    | [ 5 ] [ 6 ] |

### Candidaturas retiradas durante las primarias
| Nombre | Nombre        | Nacimiento                                          | Experiencia                             | Estado    | Resultados | Resultados   | Resultados                    | Campaña | Ref         |
| Nombre | Nombre        | Nacimiento                                          | Experiencia                             | Estado    | Delegados  | Voto popular | Estados y territorios ganados | Campaña | Ref         |
| ------ | ------------- | --------------------------------------------------- | --------------------------------------- | --------- | ---------- | ------------ | ----------------------------- | --- | ----------- |
|        | Dean Phillips | 20 de enero de 1969 (54 años) Saint Paul, Minnesota | Representante de Minnesota (desde 2019) | Minnesota | 0 (0.0%)   | 301,911 (3%) | Ninguno                       | Candidatura anunciada: 26 de octubre de 2023 Campaña suspendida: 6 de marzo de 2024 Respaldó a Joe Biden (Campaña • Website Archivado el 18 de mayo de 2024 en Wayback Machine.) | [ 8 ] [ 7 ] |

### Candidaturas retiradas antes de las primarias
| Nombre               | Nacimiento                                     | Experiencia                                           | Estado     | Voto popular | Campaña | Ref          |
| -------------------- | ---------------------------------------------- | ----------------------------------------------------- | ---------- | ------------ | --- | ------------ |
| Robert F. Kennedy Jr | 17 de enero de 1954 (69 años) Washington D. C. | Abogado ambientalista, autor y activista antivacunas. | California | 761 (<0.1%)  | Candidatura anunciada: 19 de abril de 2023 Campaña suspendida: 9 de octubre de 2023 Aspirará como candidato independiente (Campaña • Website) | [ 9 ] [ 10 ] |

### Otros candidatos
Los candidatos en esta sección son dignos de mención, pero no han cumplido con los requisitos necesarios.
- Jerome Segal, investigador y académico, y candidato por el partido Pan y Rosas a la presidencia en 2020.[11]
- Cenk Uygur,[n 5] cocreador de The Young Turks, cofundador de Justice Democrats, candidato demócrata por el 25.º distrito congresional de California en 2020.[12][13]

### Declinaron ser candidatos
- Stacey Abrams, Miembro de la Cámara de Representantes de Georgia (2007-2017)
- Tammy Baldwin, Senadora de los Estados Unidos por Wisconsin (desde 2013), Miembro de la Cámara de Representantes por Wisconsin (1999-2013)
- Andy Beshear, Gobernador de Kentucky (desde 2019)
- Cory Booker, Senador de los Estados Unidos por Nueva Jersey (desde 2013), Alcalde de Newark (2006-2013)
- Sherrod Brown, Senador de los Estados Unidos por Ohio (desde 2007), Miembro de la Cámara de Representantes por Ohio (1993-2007)
- Hillary Clinton, Canciller de la Universidad de la Reina de Belfast (desde 2020), Secretaria de Estado de los Estados Unidos (2009-2013), Senadora de los Estados Unidos por Nueva York (2001-2009), primera dama de los Estados Unidos (1993-2001)[14]
- Al Gore, 45° Vicepresidente de los Estados Unidos (1993-2001), Senador de los Estados Unidos por Tennessee (1985-1993), Miembro de la Cámara de Representantes por Tennessee (1977-1985)[15]
- Jay Inslee, Gobernador de Washington (desde 2013), Miembro de la Cámara de Representantes por Washington (1993-2012).
- Ro Khanna, Miembro de la Cámara de Representantes por California (desde 2017)
- Amy Klobuchar, Senadora de los Estados Unidos por Minnesota (desde 2007)
- Wes Moore, Gobernador de Maryland (desde 2023)
- Chris Murphy, Senador de los Estados Unidos por Connecticut (desde 2013), Miembro de la Cámara de Representantes por Connecticut (2007-2013)
- Phil Murphy, Gobernador de Nueva Jersey (desde 2018), Embajador de los Estados Unidos en Alemania (2009-2013)
- Gavin Newsom, Gobernador de California (desde 2019), Vicegobernador de California (2011-2019), Alcalde de San Francisco (2004-2011)[16]
- Michelle Obama, primera dama de los Estados Unidos (2009-2017)[17]
- Jared Polis, Gobernador de Colorado (desde 2019), Miembro de la Cámara de Representantes por Colorado (2009-2019)
- J. B. Pritzker, Gobernador de Illinois (desde 2019)
- Adam Schiff, Miembro de la Cámara de Representantes por California (desde 2001)
- Jon Stewart, actor y escritor.
- Elizabeth Warren, senadora de los Estados Unidos por Massachussets (desde 2013)[18]
- Bernie Sanders, Senador de los Estados Unidos por Vermont (desde 2007), Miembro de la Cámara de Representantes por Vermont (1991-2007), 37º alcalde de Burlington (1981-1989), candidato a la presidencia en 2016 y 2020[19]
- Joe Manchin, Senador de los Estados Unidos por Virginia Occidental (desde 2010), Gobernador de Virginia Occidental (2005-2010), Secretario de Estado de Virginia Occidental (2001-2005), Senador Estatal de Virginia Occidental (1986-1996)[20]
- Gretchen Whitmer, gobernadora de Míchigan (desde 2019), fiscal del condado de Ingham (2016), senador de Míchigan (2006-2015), Miembro de la Cámara de Representantes de Míchigan (2001-2006)

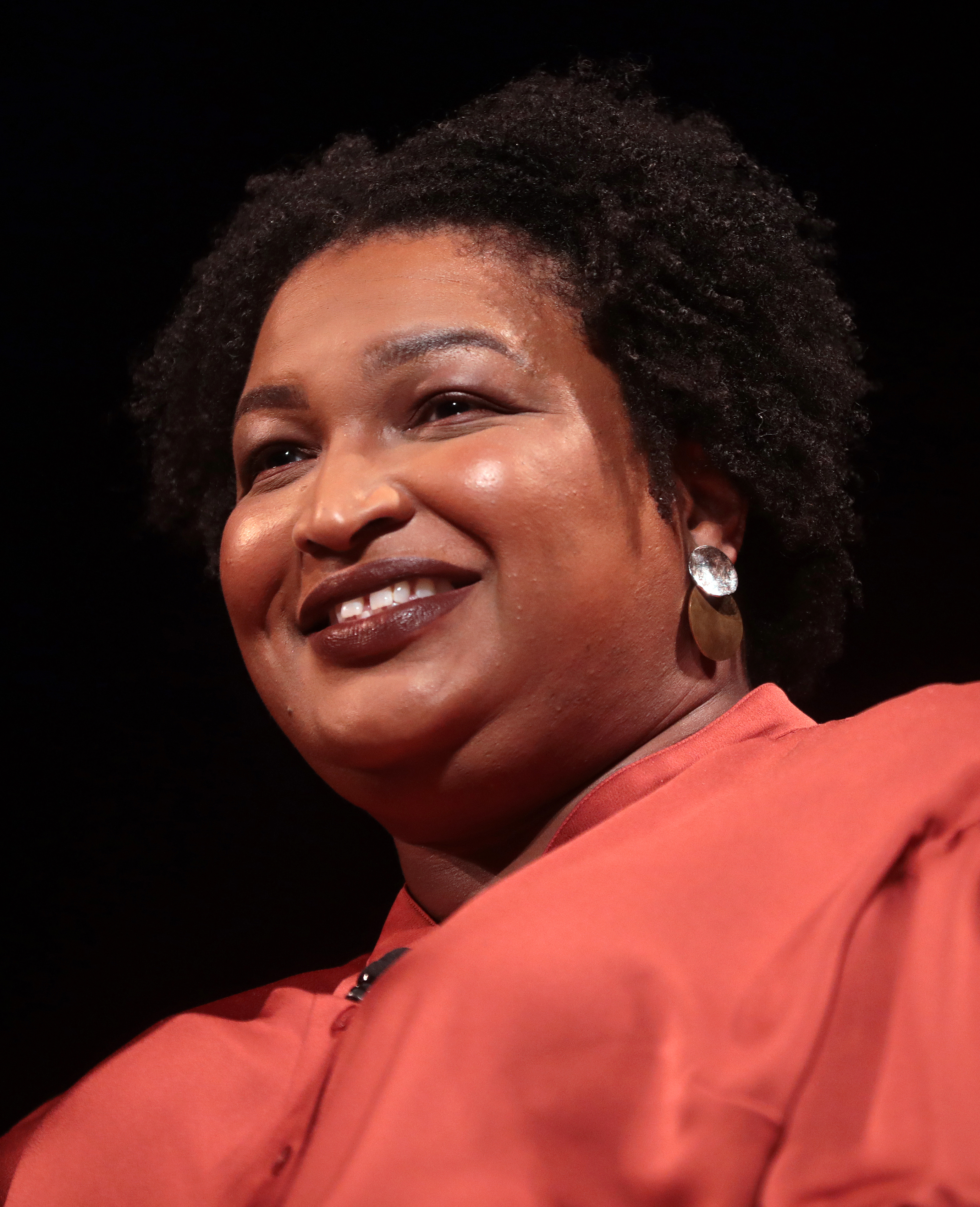
Stacey Abrams
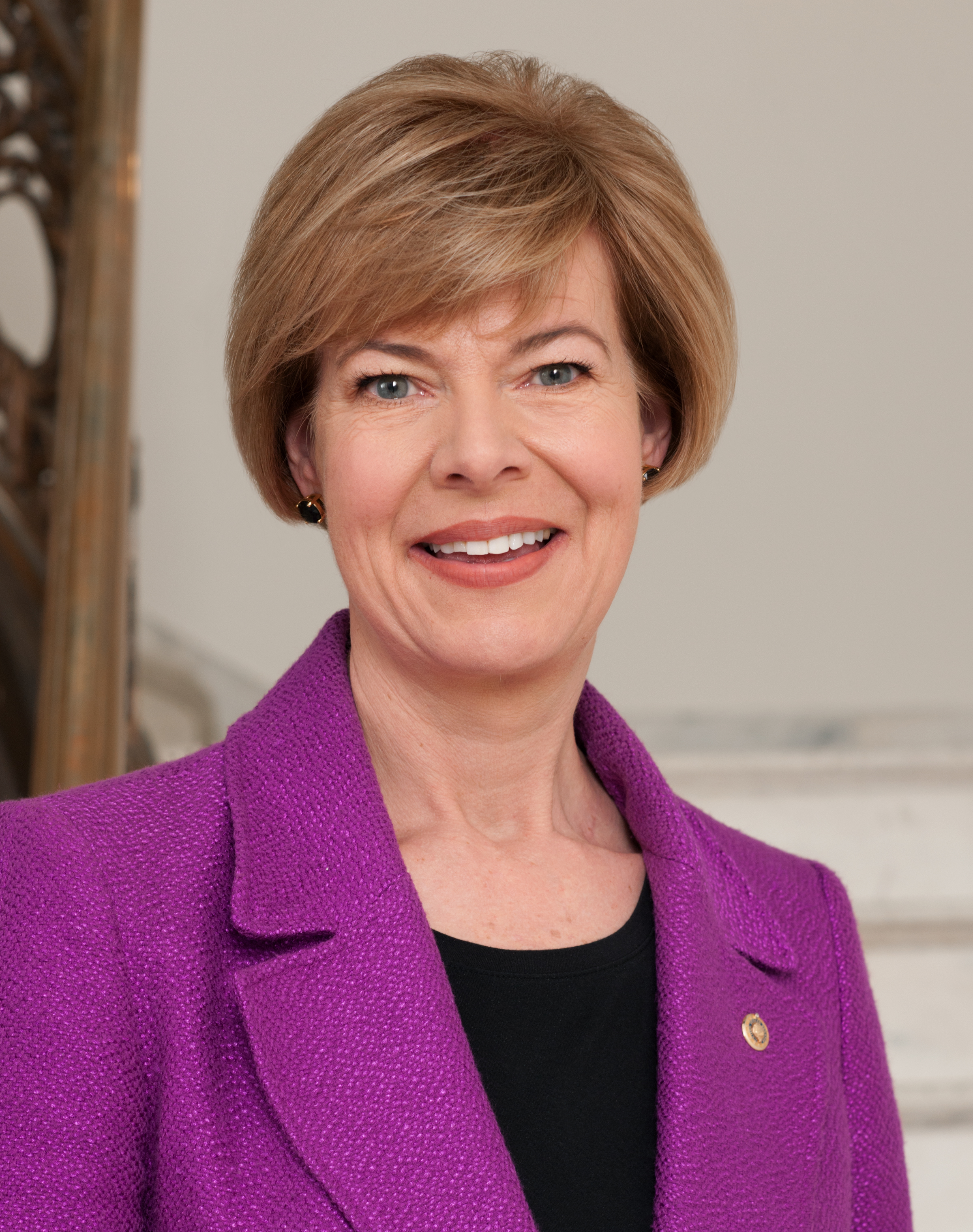
Tammy Baldwin
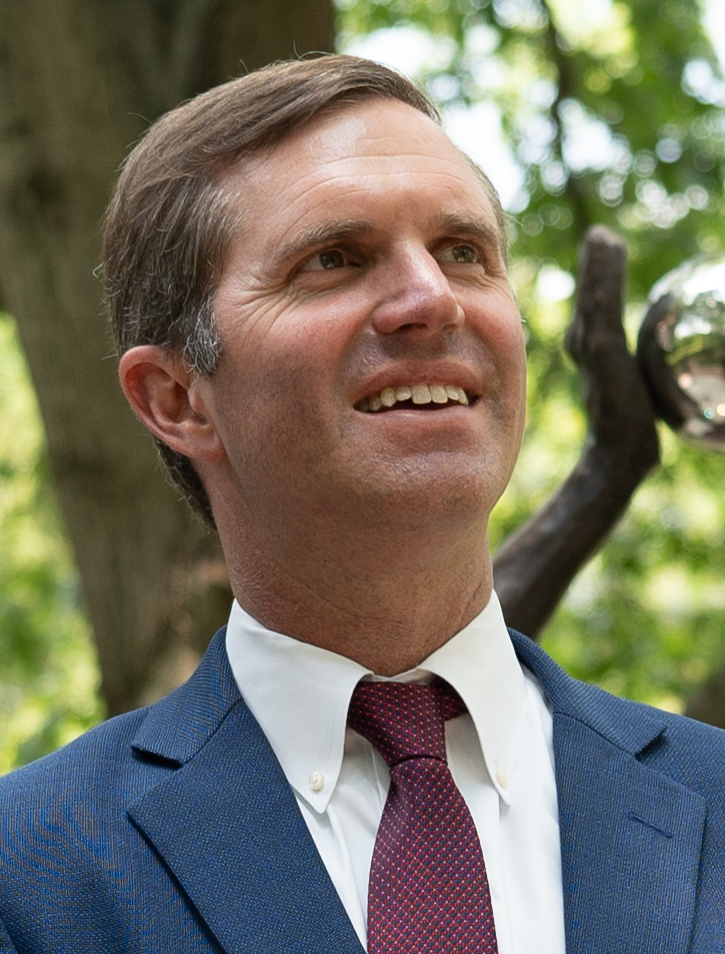
Andy Beshear
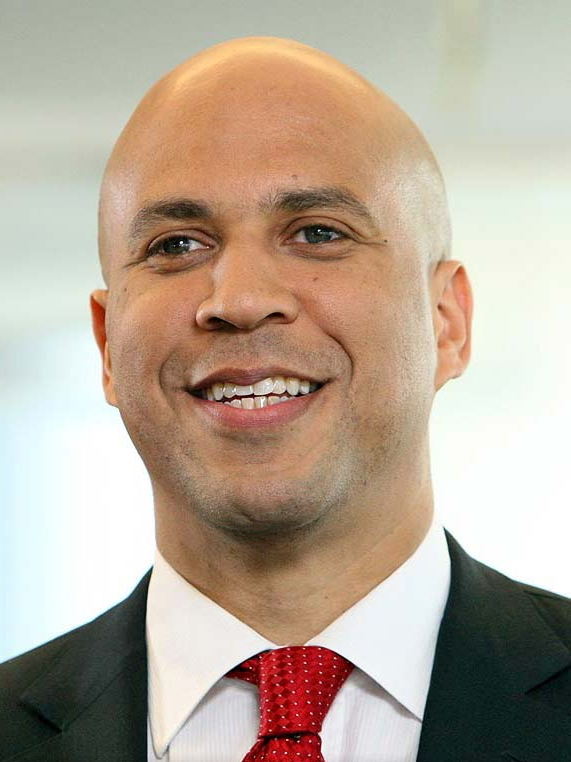
Cory Booker
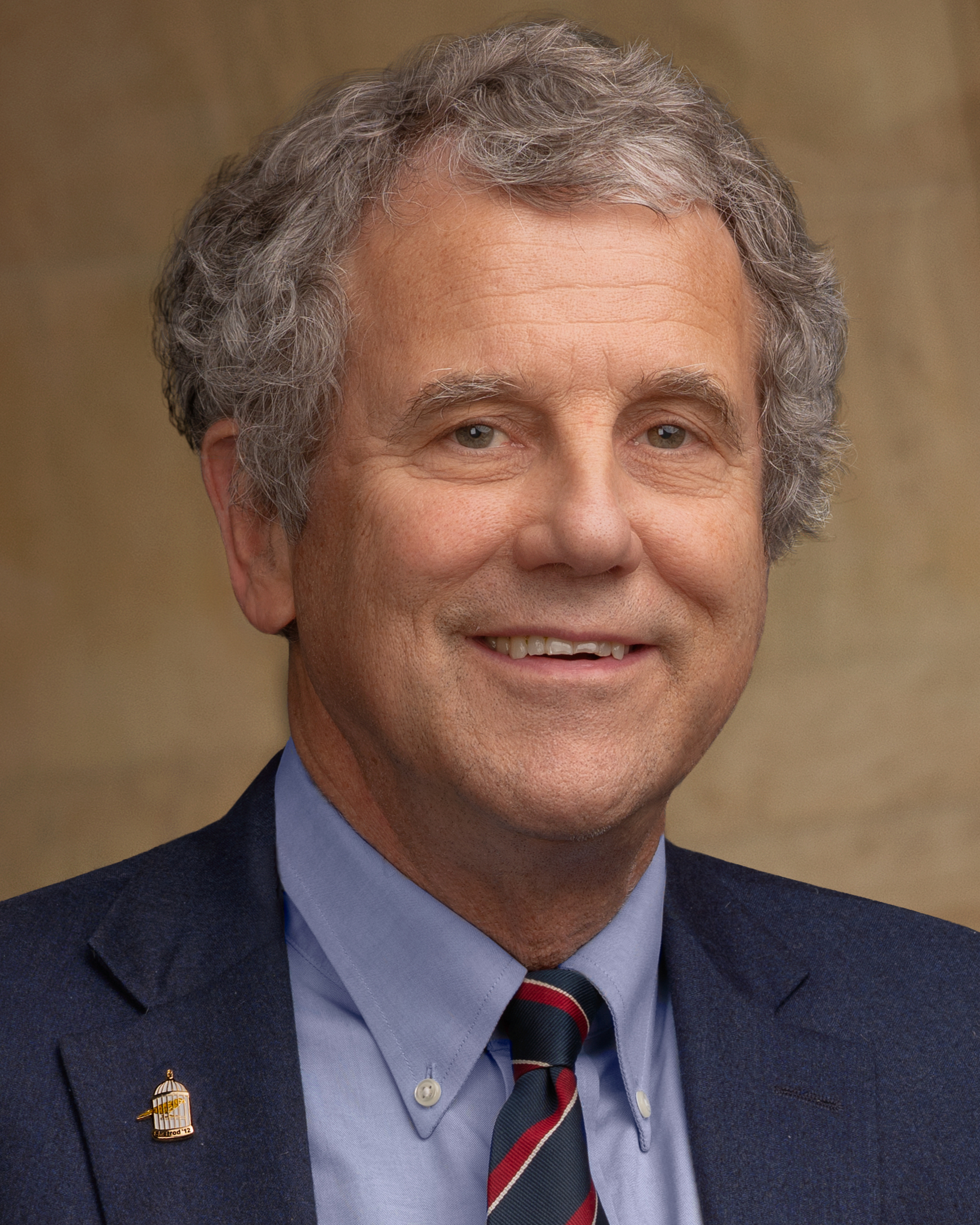
Sherrod Brown
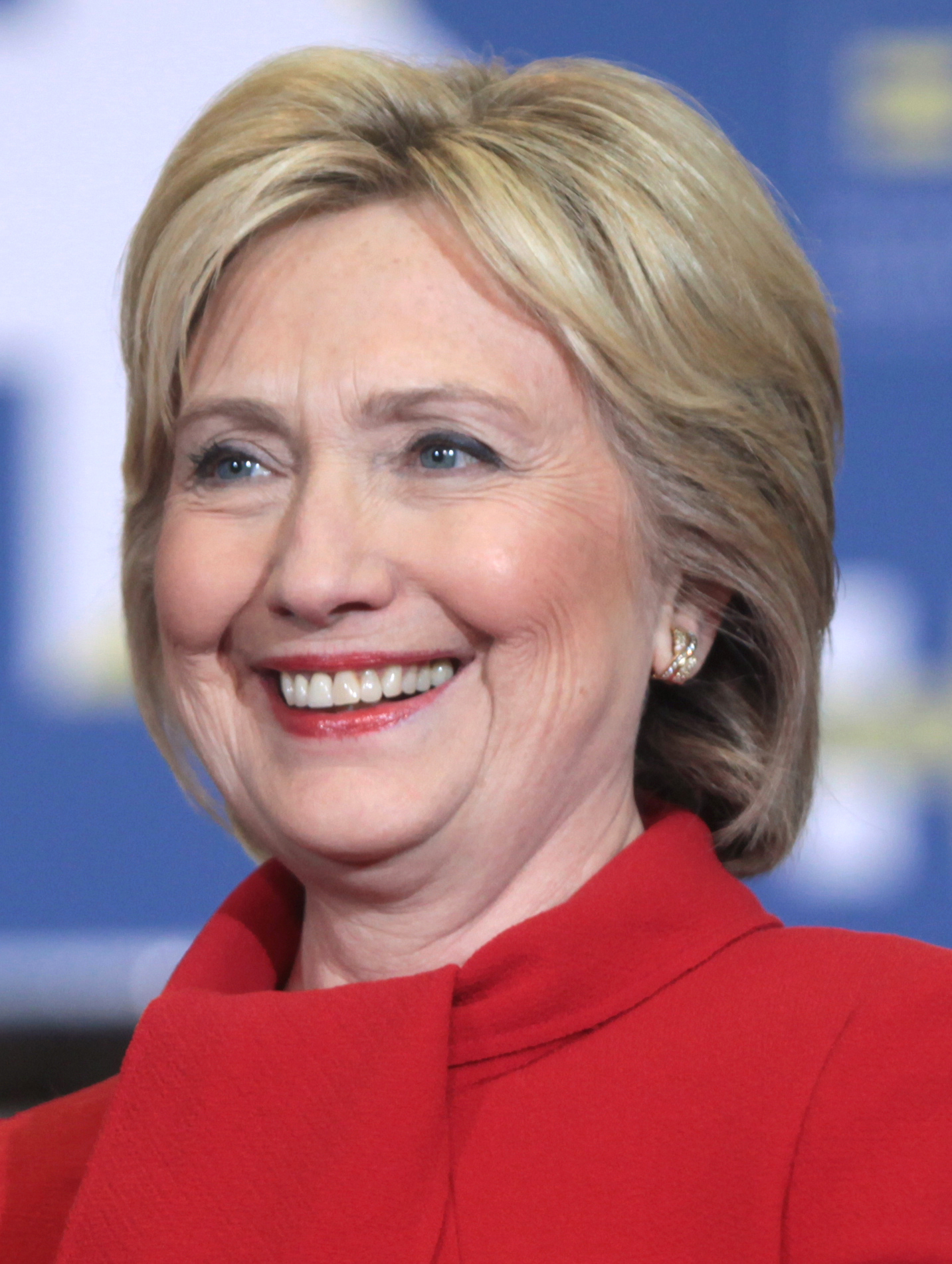
Hillary Clinton
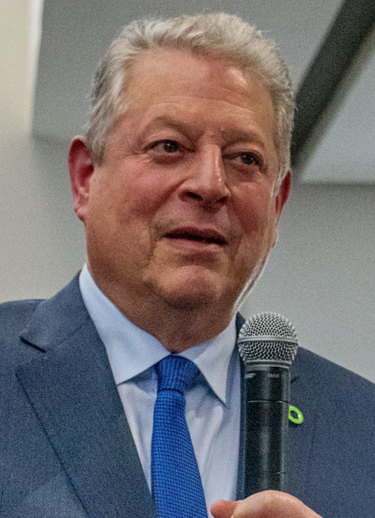
Al Gore
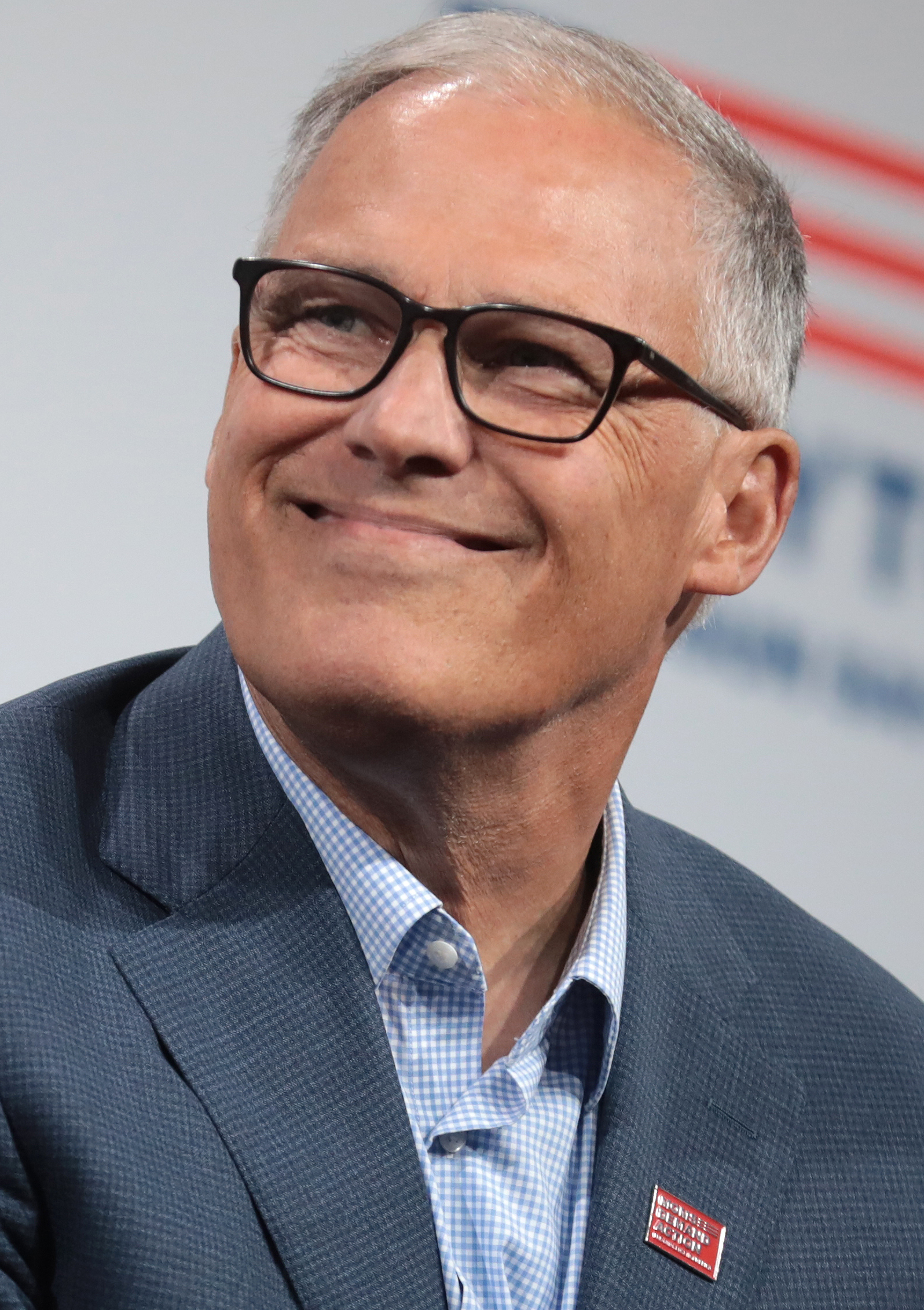
Jay Inslee
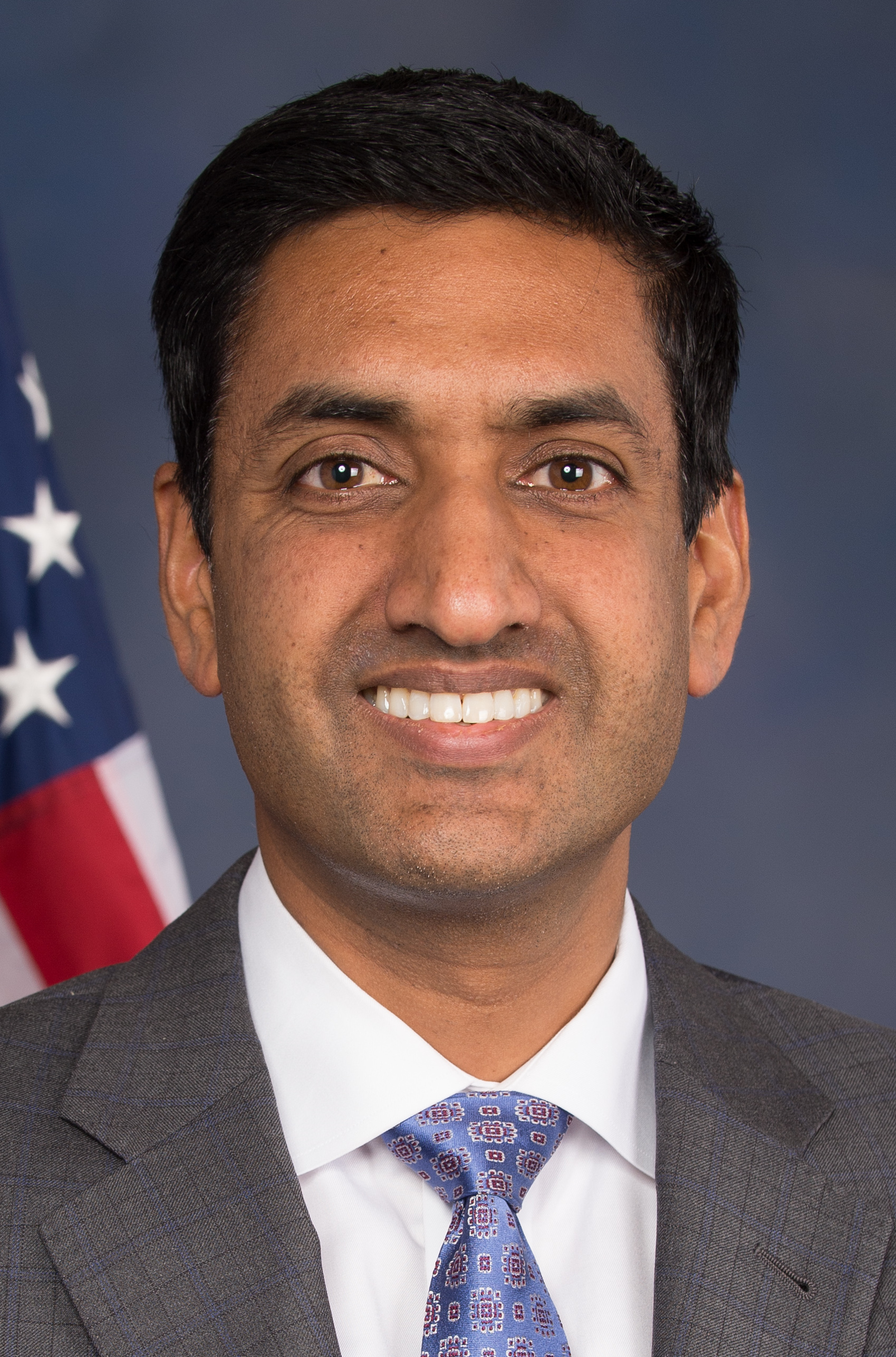
Ro Khanna
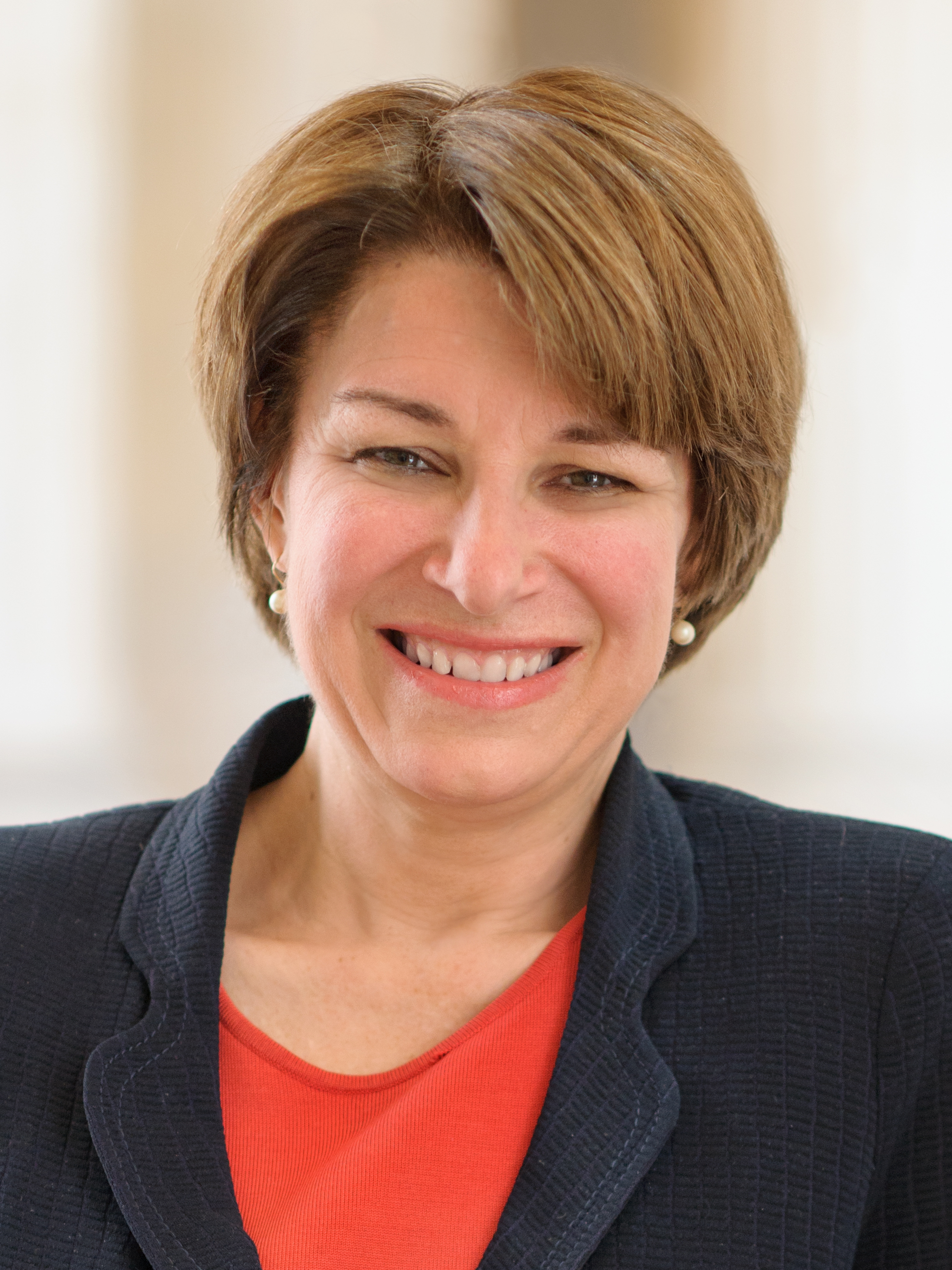
Amy Klobuchar
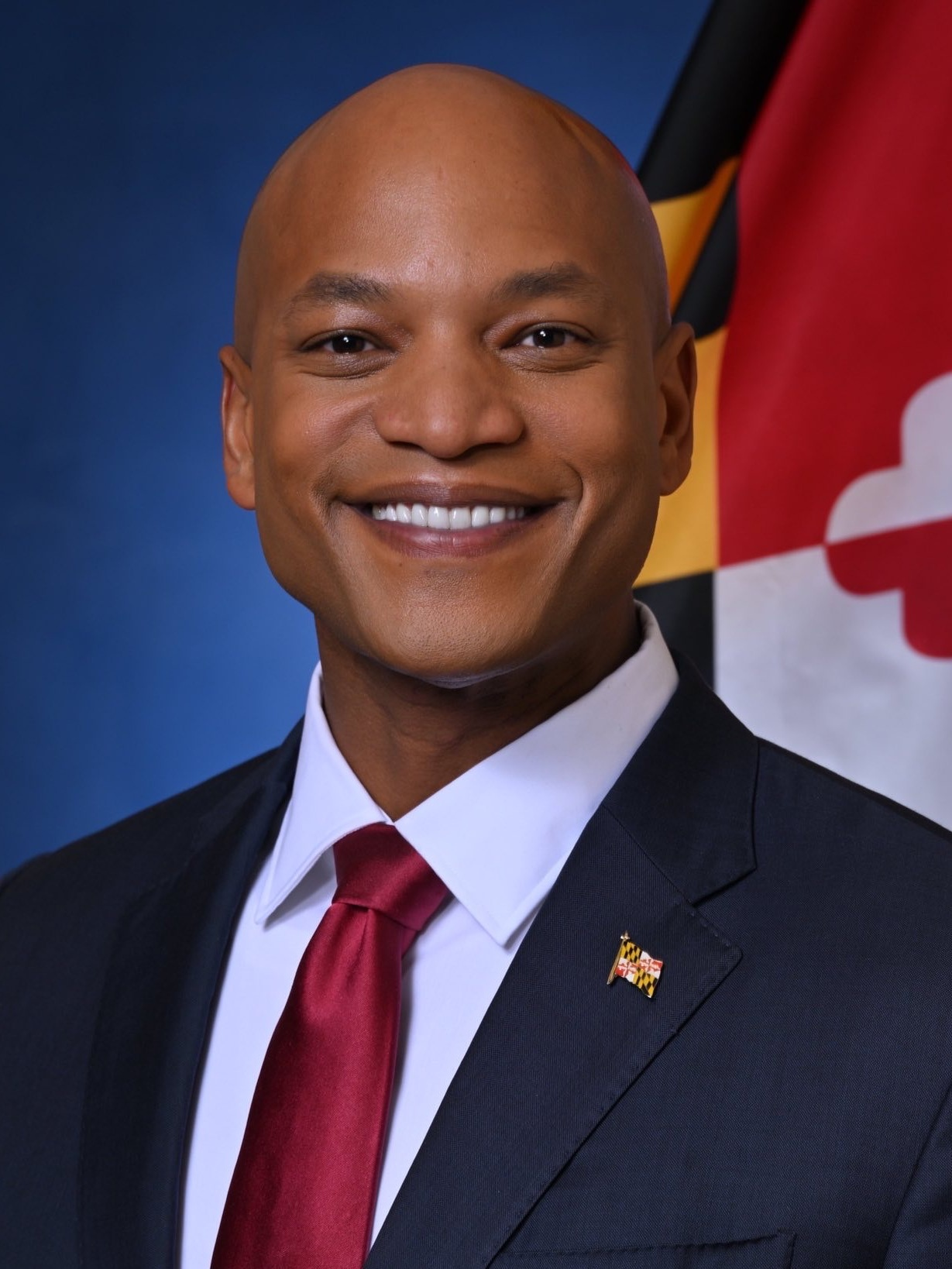
Wes Moore
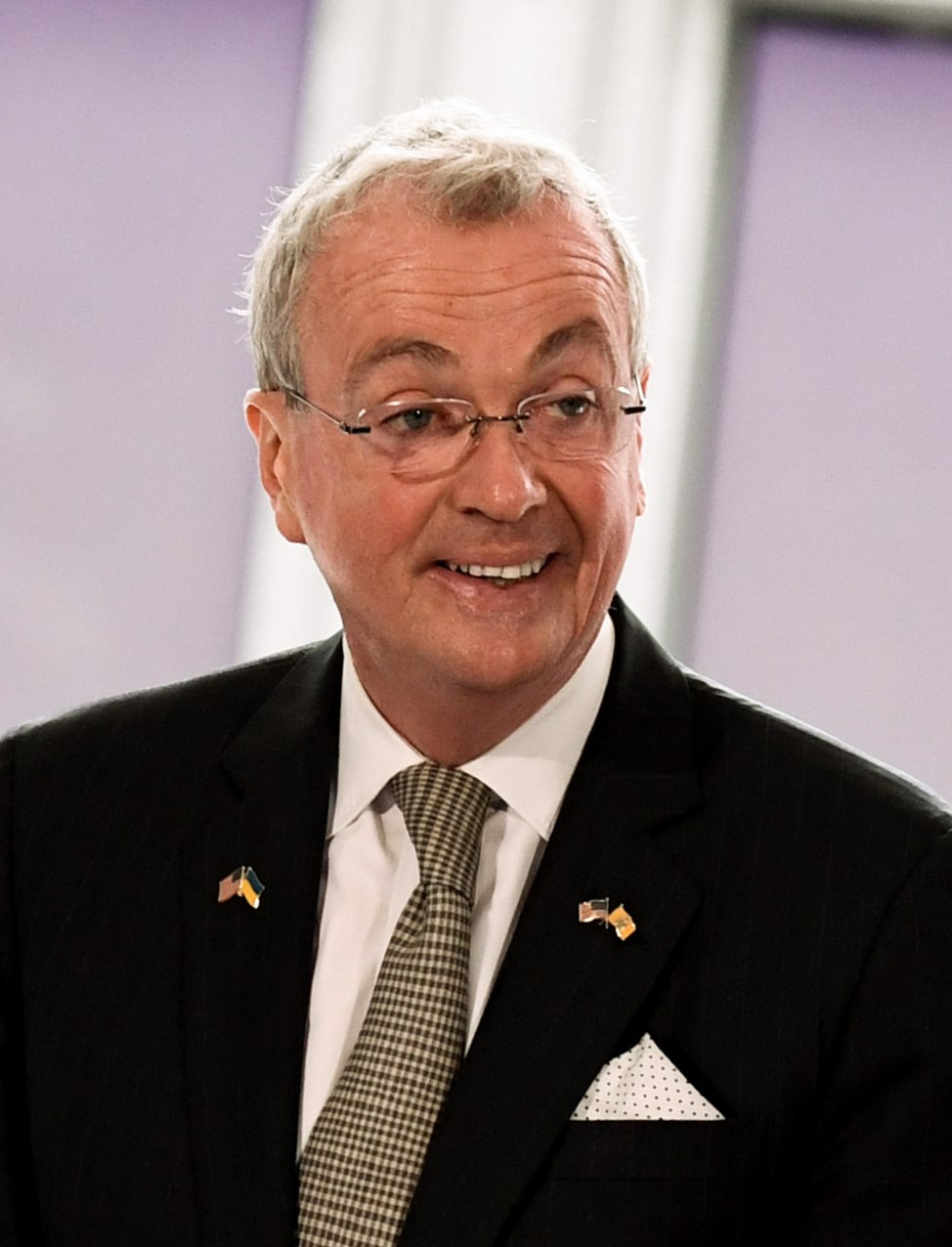
Phil Murphy
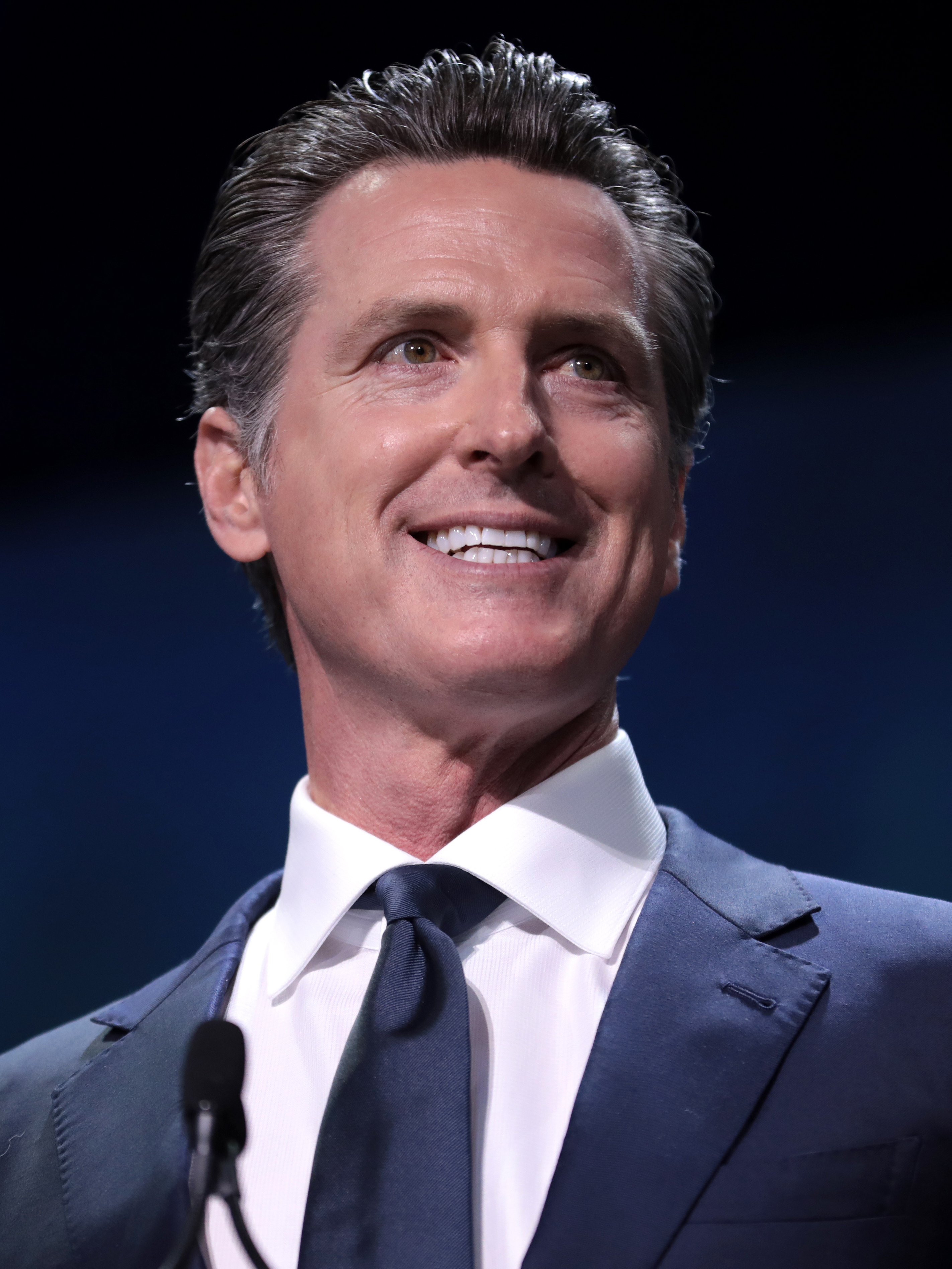
Gavin Newsom
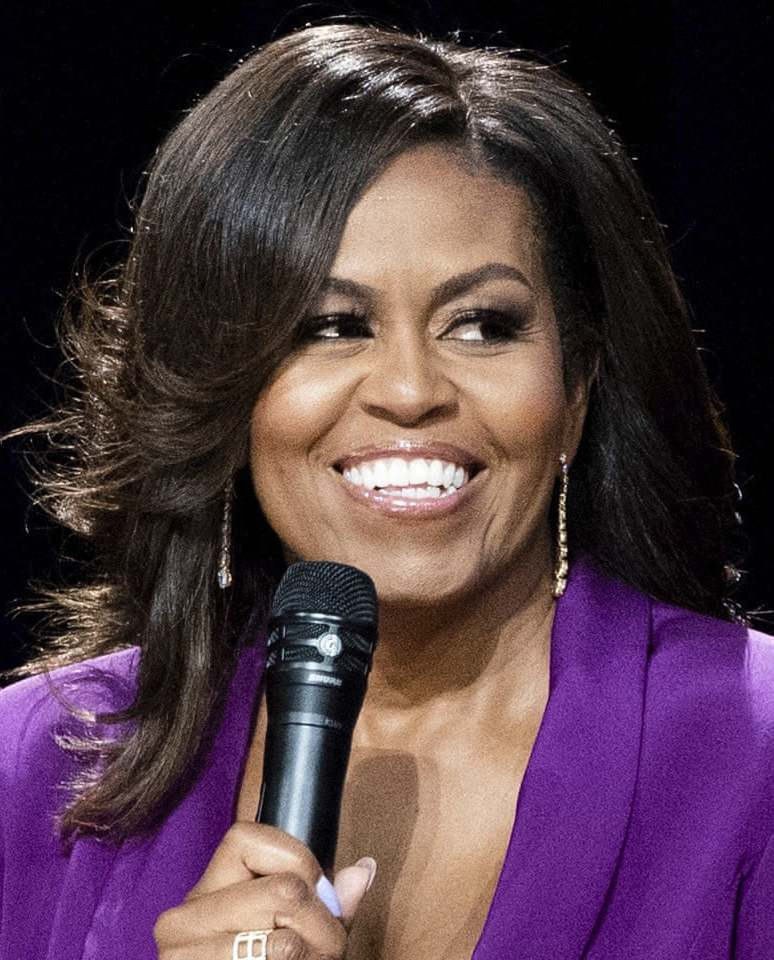
Michelle Obama
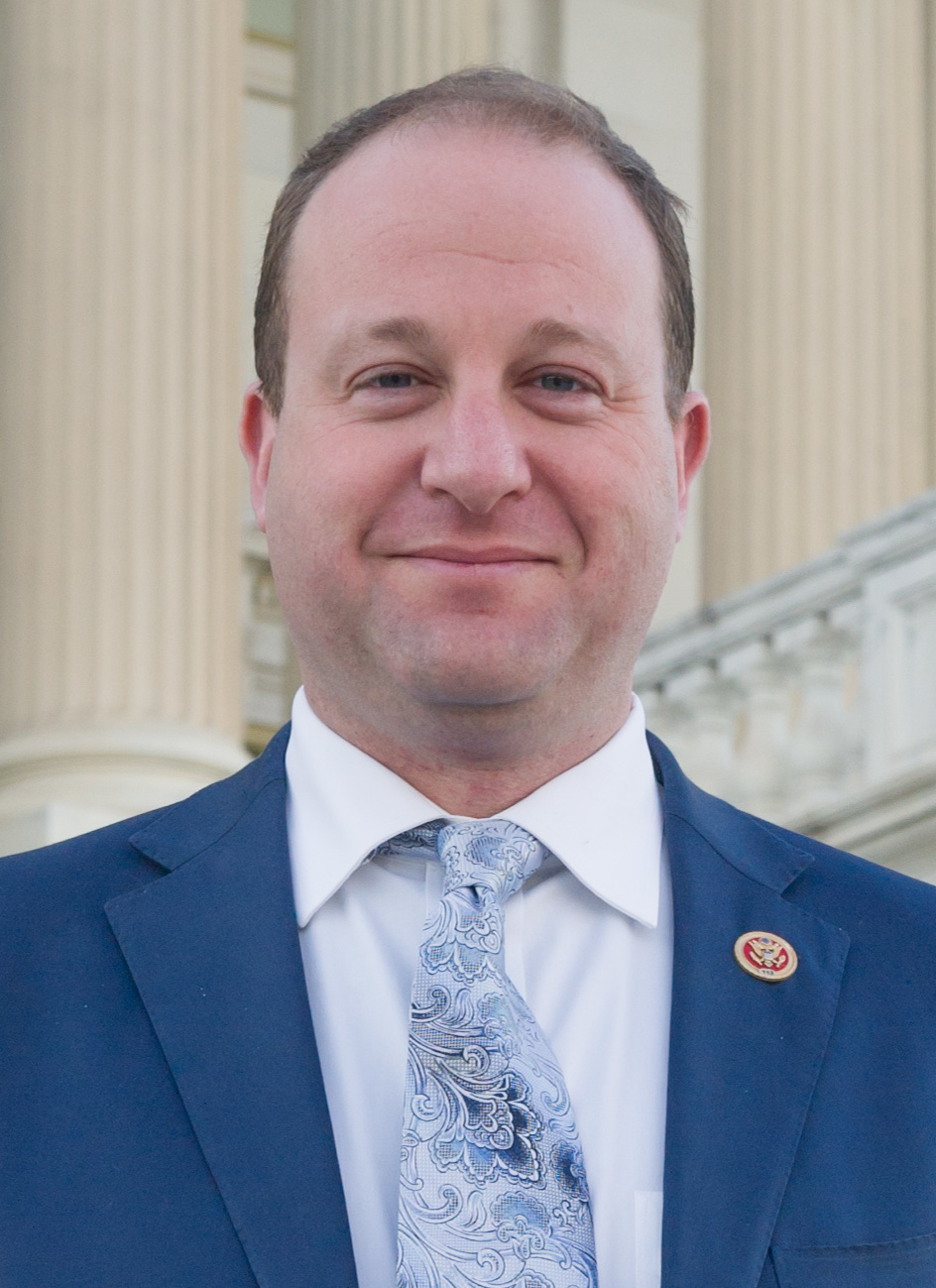
Jared Polis
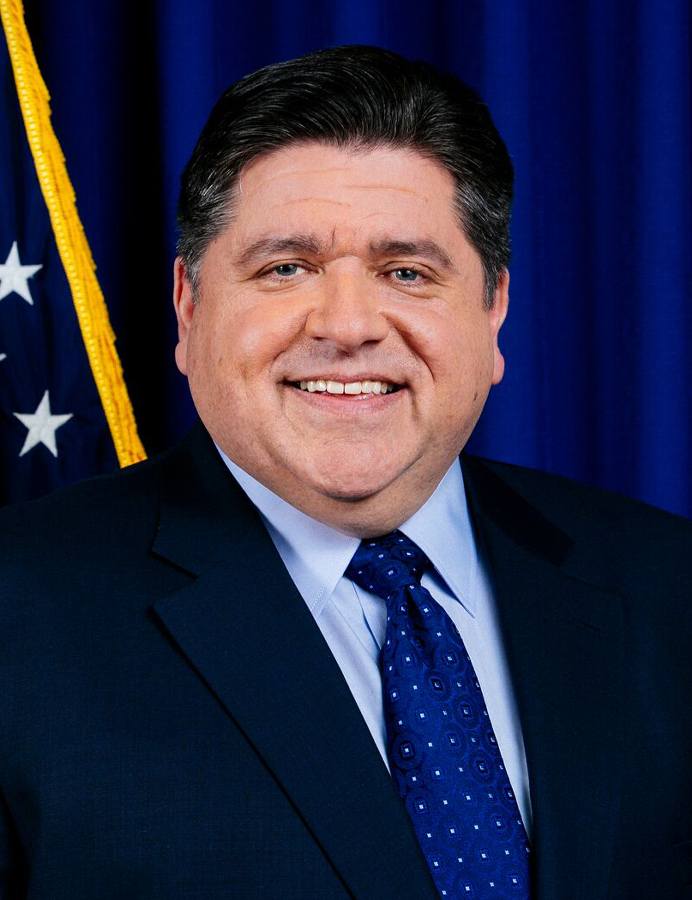
J. B. Pritzker
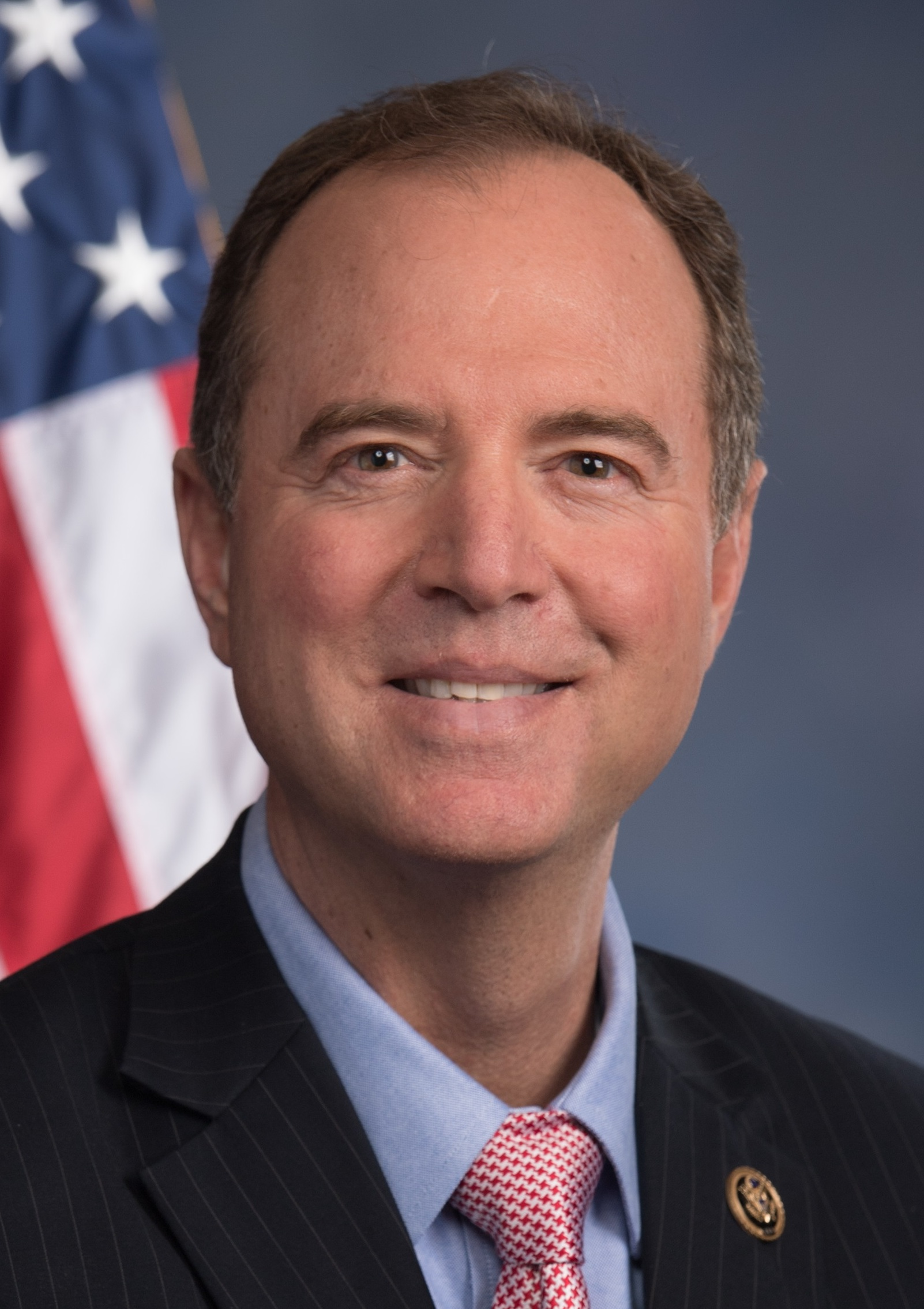
Adam Schiff
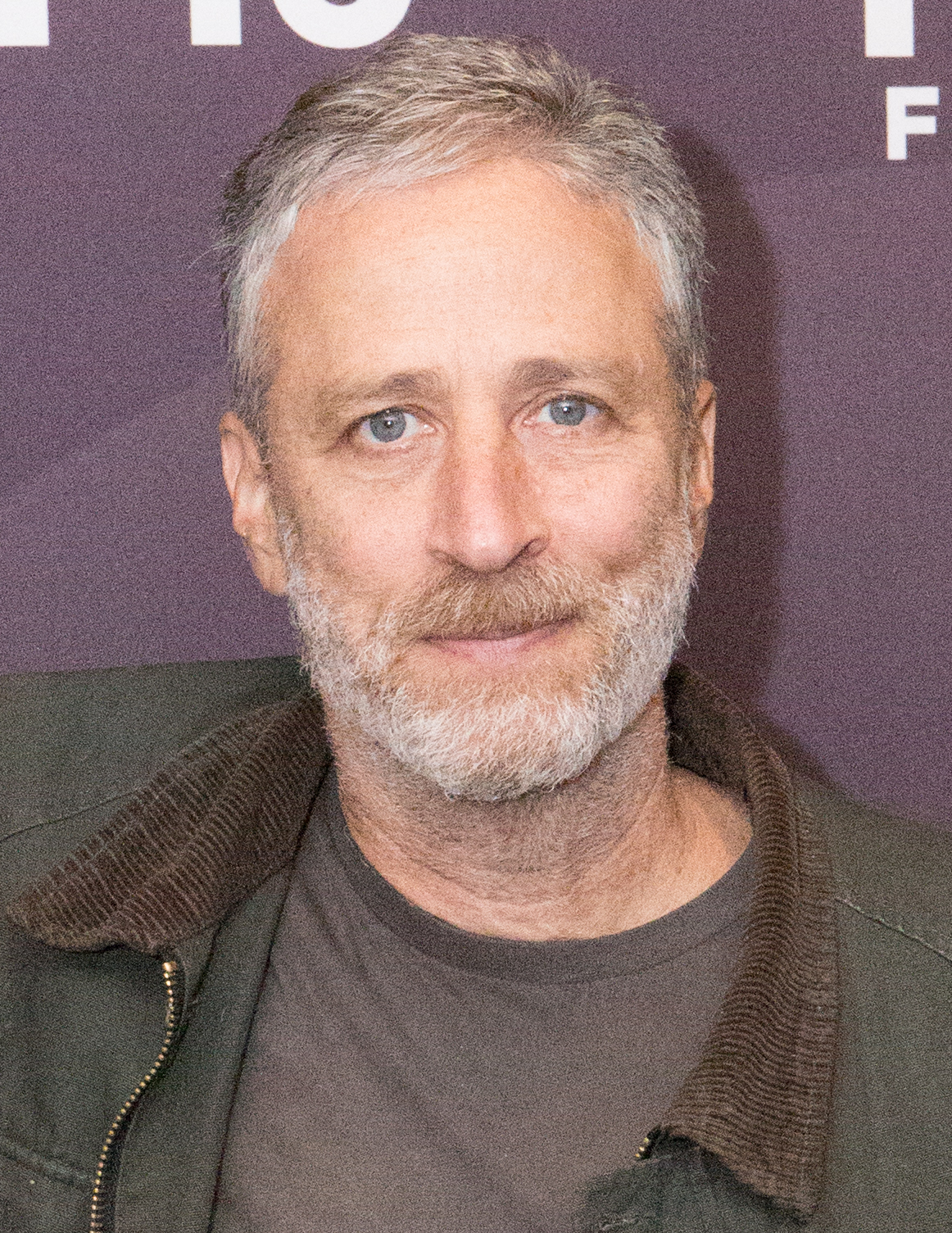
Jon Stewart
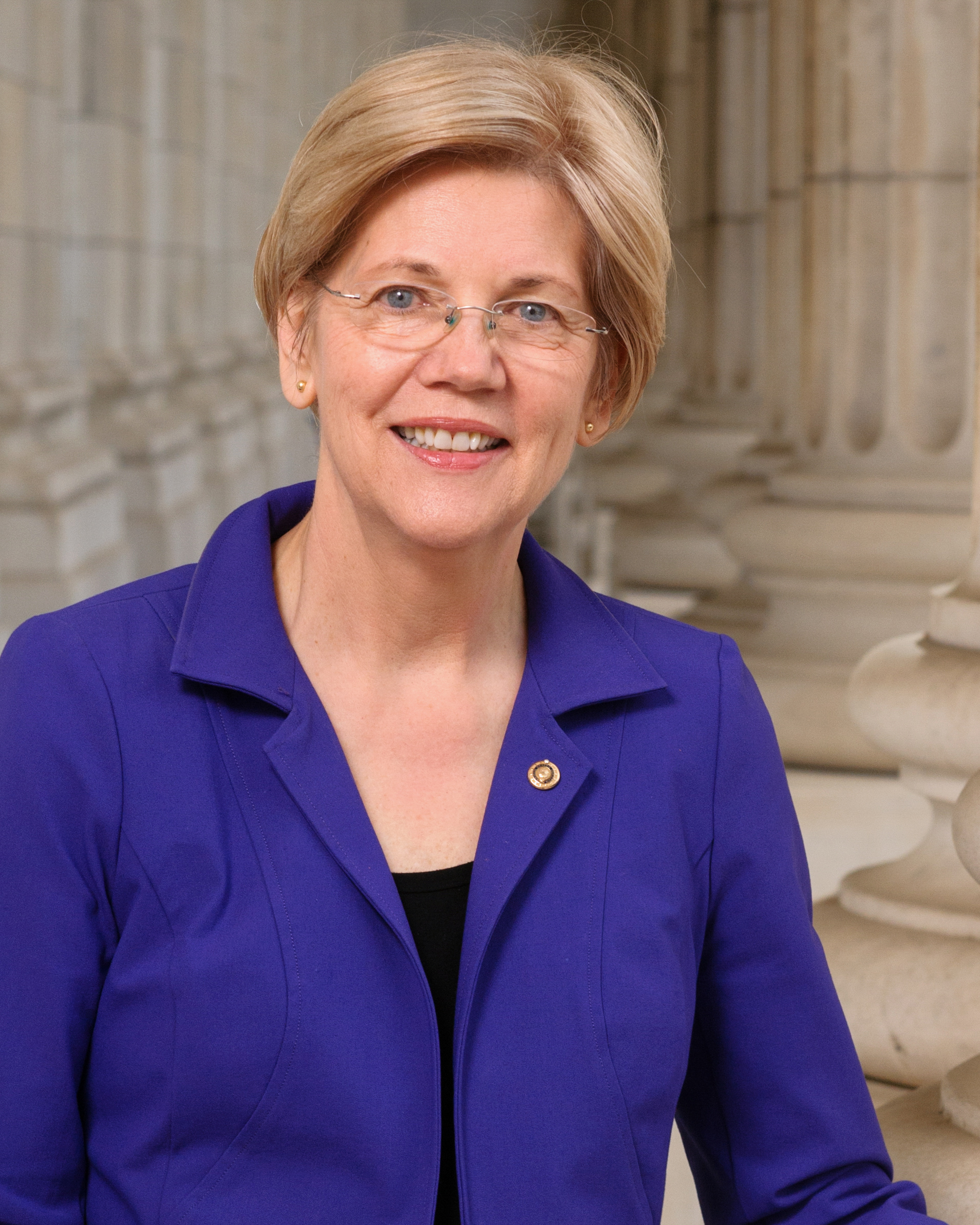
Elizabeth Warren
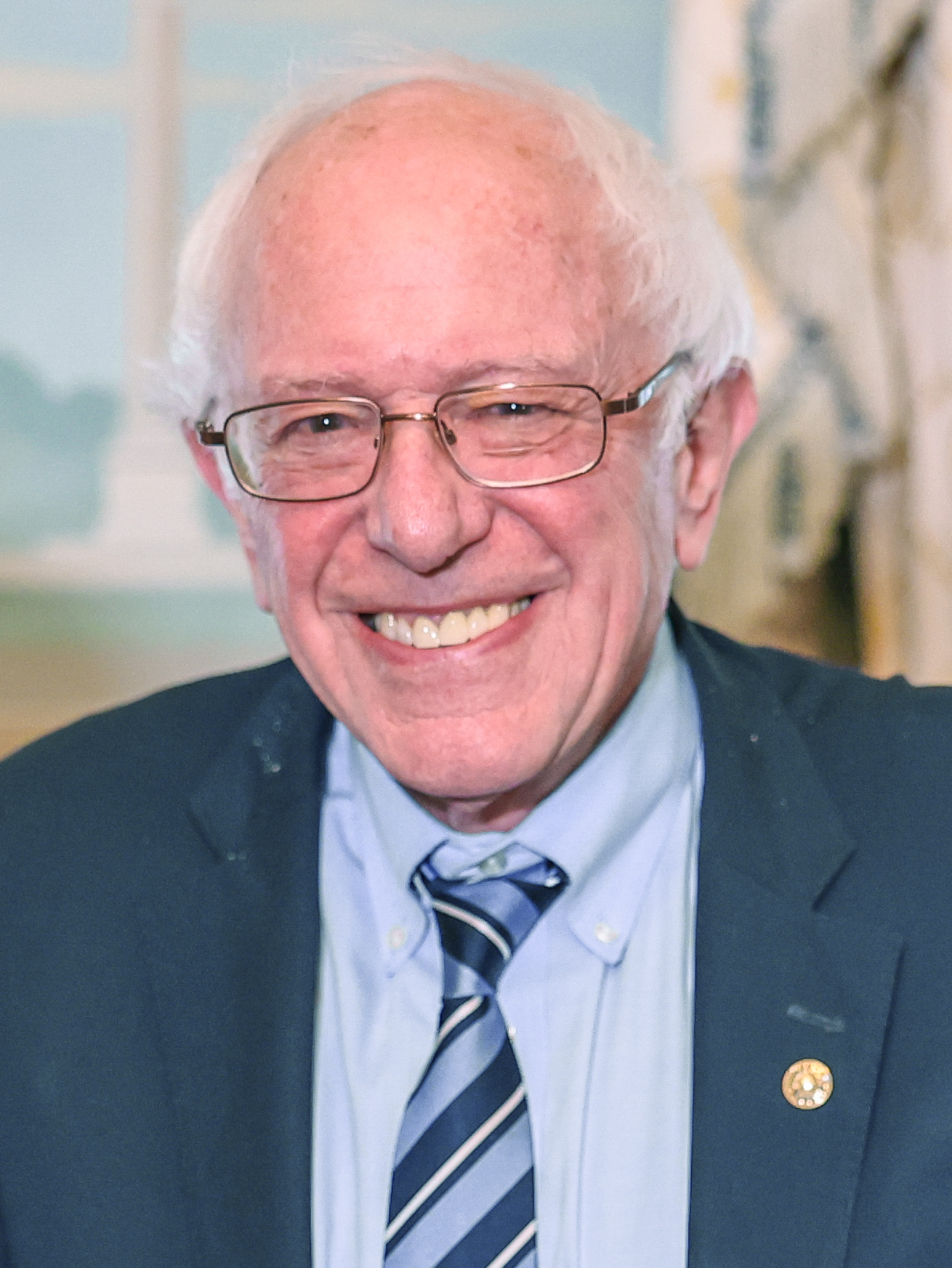
Bernie Sanders
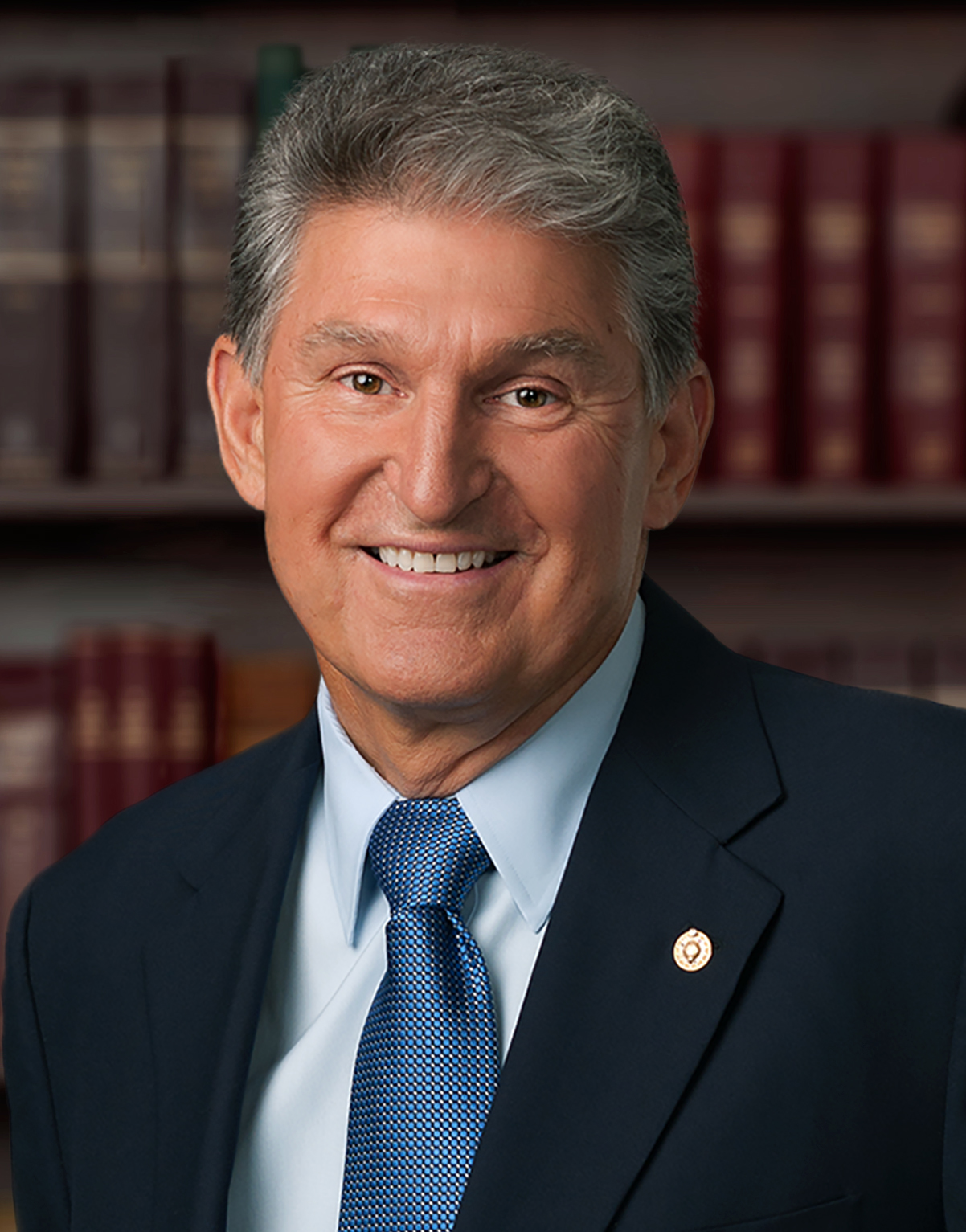
Joe Manchin
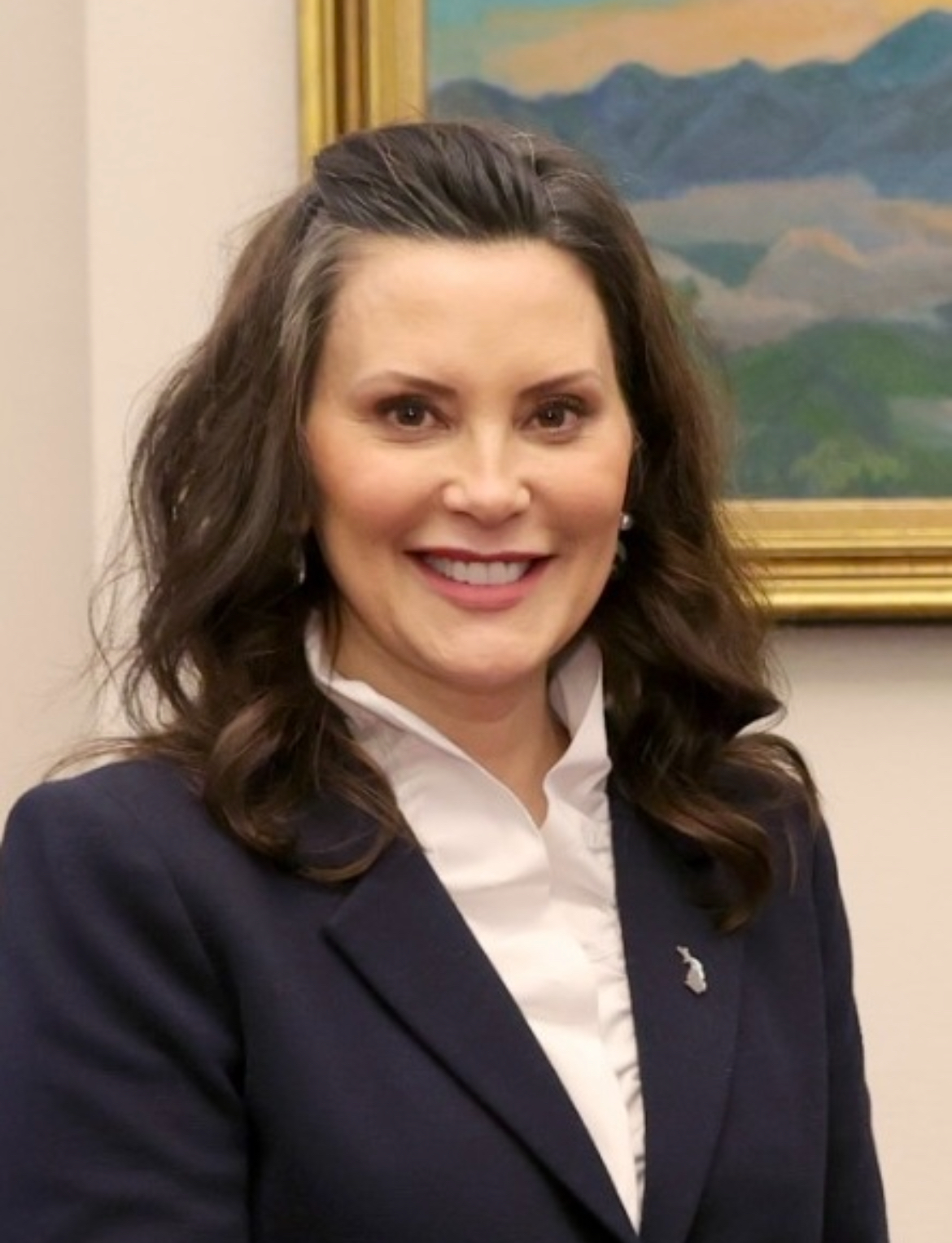
Gretchen Whitmer

## Cronología
|  | Campaña activa     |  | Comité exploratorio |  | Convención Nacional Demócrata |
|  | Campaña suspendida |  | Primarias           |  | Convención Nacional Demócrata |

## Especulación para Vicepresidente

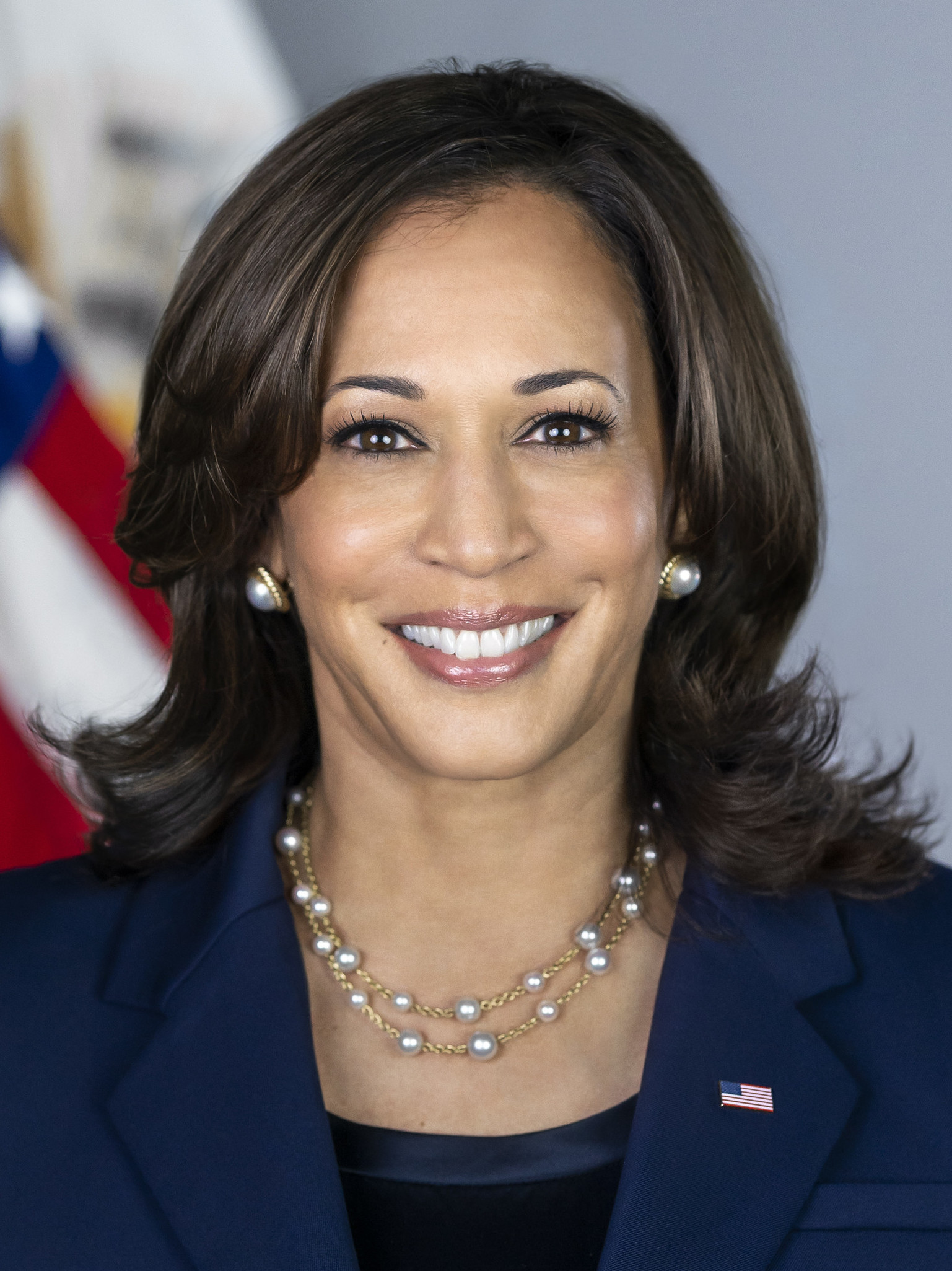
Kamala Harris, actual vicepresidente

El 19 de enero del 2022, Joe Biden confirmó que Kamala Harris sería su compañera de fórmula en su probable campaña de reelección.

## Calendario de elecciones primarias y asambleas
El calendario previsto para la realización de las elecciones primarias y asambleas (o caucus en inglés) por estado está programada de la siguiente manera:
| Fecha                     | Delegados | Delegados | Primarias/Asambleas                                   |
| ------------------------- | --------- | --------- | ----------------------------------------------------- |
| 23 de enero               | Ninguno   | Ninguno   | Primaria de Nuevo Hampshire                           |
| 3 de febrero              | 55        | 55        | Primaria de Carolina del Sur                          |
| 6 de febrero              | 36        | 36        | Primaria de Nevada                                    |
| 27 de febrero             | 117       | 117       | Primaria de Míchigan                                  |
| 12 de enero - 5 de marzo  | 40        | 40        | Asambleas de Iowa                                     |
| 5 de marzo (Súper Martes) | 1380      | 52        | Primaria de Alabama                                   |
| 5 de marzo (Súper Martes) | 1380      | 6         | Asambleas de Samoa Americana                          |
| 5 de marzo (Súper Martes) | 1380      | 31        | Primaria de Arkansas                                  |
| 5 de marzo (Súper Martes) | 1380      | 424       | Primaria de California                                |
| 5 de marzo (Súper Martes) | 1380      | 72        | Primaria de Colorado                                  |
| 5 de marzo (Súper Martes) | 1380      | 24        | Primaria de Maine                                     |
| 5 de marzo (Súper Martes) | 1380      | 92        | Primaria de Massachusetts                             |
| 5 de marzo (Súper Martes) | 1380      | 75        | Primaria de Minnesota                                 |
| 5 de marzo (Súper Martes) | 1380      | 116       | Primaria de Carolina del Norte                        |
| 5 de marzo (Súper Martes) | 1380      | 36        | Primaria de Oklahoma                                  |
| 5 de marzo (Súper Martes) | 1380      | 63        | Primaria de Tennessee                                 |
| 5 de marzo (Súper Martes) | 1380      | 244       | Primaria de Texas                                     |
| 5 de marzo (Súper Martes) | 1380      | 30        | Primaria de Utah                                      |
| 5 de marzo (Súper Martes) | 1380      | 16        | Primaria de Vermont                                   |
| 5 de marzo (Súper Martes) | 1380      | 99        | Primaria de Virginia                                  |
| 6 de marzo                | 24        | 24        | Asambleas de Hawái                                    |
| 12 de marzo               | 254       | 13        | Primarias de los demócratas en el extranjero          |
| 12 de marzo               | 254       | 108       | Primaria de Georgia                                   |
| 12 de marzo               | 254       | 35        | Primaria de Mississippi                               |
| 12 de marzo               | 254       | 6         | Asambleas de las Islas Marianas del Norte             |
| 12 de marzo               | 254       | 92        | Primaria de Washington                                |
| 19 de marzo               | 379       | 72        | Primaria de Arizona                                   |
| 19 de marzo               | 379       | 147       | Primaria de Illinois                                  |
| 19 de marzo               | 379       | 33        | Primaria de Kansas                                    |
| 19 de marzo               | 379       | 127       | Primaria de Ohio                                      |
| 23 de marzo               | 112       | 48        | Primaria de Luisiana                                  |
| 23 de marzo               | 112       | 64        | Primaria de Misuri                                    |
| 2 de abril                | 455       | 60        | Primaria de Connecticut                               |
| 2 de abril                | 455       | 268       | Primaria de Nueva York                                |
| 2 de abril                | 455       | 26        | Primaria de Rhode Island                              |
| 2 de abril                | 455       | 82        | Primaria de Wisconsin                                 |
| 6 de abril                | 29        | 15        | Primaria de Alaska                                    |
| 6 de abril                | 29        | 14        | Asambleas de Dakota del Norte                         |
| 13 de abril               | 13        | 13        | Asambleas de Wyoming                                  |
| 23 de abril               | 159       | 159       | Primaria de Pensilvania                               |
| 28 de abril               | 55        | 55        | Primaria de Puerto Rico                               |
| 7 de mayo                 | 79        | 79        | Primaria de Indiana                                   |
| 14 de mayo                | 144       | 95        | Primaria de Maryland                                  |
| 14 de mayo                | 144       | 29        | Primaria de Nebraska                                  |
| 14 de mayo                | 144       | 20        | Primarias de Virginia Occidental                      |
| 21 de mayo                | 119       | 53        | Primaria de Kentucky                                  |
| 21 de mayo                | 119       | 66        | Primaria de Oregón                                    |
| 23 de mayo                | 23        | 23        | Asambleas de Idaho                                    |
| 4 de junio                | 216       | 20        | Primaria del Distrito de Columbia                     |
| 4 de junio                | 216       | 20        | Primaria de Montana                                   |
| 4 de junio                | 216       | 126       | Primaria de Nueva Jersey                              |
| 4 de junio                | 216       | 34        | Primaria de Nuevo México                              |
| 4 de junio                | 216       | 16        | Primaria de Dakota del Sur                            |
| 8 de junio                | 13        | 6         | Asambleas de Guam                                     |
| 8 de junio                | 13        | 7         | Asambleas de las Islas Vírgenes de los Estados Unidos |

### Canceladas
En ambas primarias el único candidato valido fue Joe Biden y por ello fueron canceladas. En Florida el partido estatal solo nominó a Biden como candidato y en Delaware Biden fue el único candidato que cumplió los requisitos para aparecer en la papeleta electoral.
| Fecha       | Delegados | Delegados | Primarias/Asambleas  |
| ----------- | --------- | --------- | -------------------- |
| 19 de marzo | 243       | 224       | Primaria de Florida  |
| 2 de abril  | 243       | 19        | Primaria de Delaware |

## Resultados

### Delegados
|  | 85.83 % |

|  | 5.41 % |

|  | 3.11 % |

|  | 3.09 % |

|  | 0.69 % |

|  | 0.57 % |

|  | 0.25 % |

|  | 0.23 % |

|  | 0.19 % |

|  | 0.07 % |

|  | 0.57 % |

|  | 100 % |

|  | 100 % |

### Por estado
|  | 63.9% |

|  | 96.2% |

|  | 89.3% |

|  | 81.1% |

|  | 90.9% |

|  | 89.1% |

|  | 56% |

|  | 88.5% |

|  | 89.4% |

|  | 82.6% |

|  | 92.2% |

|  | 82.9% |

|  | 70.1% |

|  | 87.3% |

|  | 73.0% |

|  | 92.1% |

|  | 84.6% |

|  | 86.9% |

|  | 83% |

|  | 88.5% |

|  | 66.03% |

|  | 95.2% |

|  | 98.7% |

|  | 93.9% |

|  | 84.1% |